# 銀河3号 (ロケット)
銀河3号（ぎんがさんごう、朝鮮語: 은하 삼호、朝鮮語仮名:ウンハ-サムホ）は、北朝鮮で開発・製造された3段式の液体ロケット。以前に人工衛星の軌道投入に失敗した銀河2号の改良型である。銀河2号を含めてテポドン2号ミサイルの改良・派生型と考えられている。
なお、銀河3号は衛星打ち上げに使用される機体に名付けられた「平和目的」を主張するための別称であり、長距離弾道ミサイルとしての名称は「火星13号」であるとする報道があるが、グローバルセキュリティーではKN-08を火星13としている。

## 発射実績

### 最初の発射
2012年4月8日に、同国平安北道鉄山郡東倉里に新たに建設された射場「西海衛星発射場」と、ロケット「銀河3号」、人工衛星「光明星3号」が外国から招待した報道陣に公開された。そして4月13日に光明星3号を搭載したと見られる本機が発射されたが、打上げは失敗し黄海に墜落した。同日中に北朝鮮は打上げの失敗を公式に認めたが、これは発射の事前に射場や各種施設が外国の報道陣に公開されたことと合わせて異例な事であった。

### 2回目の発射
同年12月12日に、4月の実験の時と同名の本機で人工衛星「光明星3号2号機」が発射された。北朝鮮は、発射後しばらくして衛星の軌道投入に成功した事を発表し、同日中に北アメリカ航空宇宙防衛司令部（NORAD）も、衛星の軌道投入成功を発表した。これは北朝鮮初の人工衛星の軌道投入成功であった。これに対して、日本、アメリカ、韓国のマスメディアでは、北朝鮮の弾道ミサイル技術は進展しているが、未だ核弾頭を搭載できる完全な大陸間弾道ミサイル技術の獲得には至っていないと分析する報道がなされた。

### 国際社会の反応
北朝鮮が開発・製造するロケットは、北朝鮮の弾道ミサイル・核開発計画と表裏一体の存在であると国際社会から看做されている事から、国際連合安全保障理事会決議1718と決議1874で発射しないよう強く要求されており、2012年4月の発射の後には、発射を非難する議長声明が、12月の発射後には制裁決議の決議2087が採択されている。

## 機体の構成と性能
2012年12月に、韓国が黄海に落下した銀河3号の残骸を引き上げて、米韓合同で調査した結果、銀河3号はスカッドやノドンの技術を基盤に北朝鮮が独自に開発したものであることが確認された。技術水準は「60年代から70年代のソビエト連邦の弾道ミサイルの水準」や「ノドンと同等水準」と分析された。メインエンジンはテポドン2号と同じく推力27トン級のノドンのエンジン4基をクラスター化したもので、1段用の姿勢制御用の補助エンジンは4基の3トン級エンジンであった。燃料はケロシンに炭化水素系化合物を添加した物質で、酸化剤は赤煙硝酸であった。10個程度のセンサと一部電子機器は中国などの5カ国の外国製が使われていた。
日本の防衛省は、この北朝鮮のロケットは射程1万キロメートルを超え、アメリカ本土を射程に収めている可能性があると分析している。2013年1月25日に開かれた安全保障会議で、この分析の報告書が、小野寺五典防衛大臣によって報告された。